# 八庙镇 (南江县)
八庙乡，是中华人民共和国四川省巴中市南江县下辖的一个乡镇级行政单位。2019年12月，撤销燕山乡，将其所属行政区域划归八庙镇管辖。

## 行政区划
八庙乡下辖以下地区：
八庙社区、小竹岭村、方家坪村、谢家坪村、青宝观村、何家坪村、肖家观村、普照寺村和小寨村。